# 26618 Yixinli
26618 Yixinli è un asteroide della fascia principale. Scoperto nel 2000, presenta un'orbita caratterizzata da un semiasse maggiore pari a 3,0093472 UA e da un'eccentricità di 0,1239207, inclinata di 1,26386° rispetto all'eclittica.